# X3D
Az X3D (Extensible 3D, kiterjeszthető 3D) egy szabványosított XML-alapú fájlformátum, mely 3D számítógépes grafikák készítésére használható és amely a VRML-t váltotta fel. Az X3D funkciók a VRML kiterjesztései, például a humanoid animáció, a nem-egyenközű racionális B-szplájn görbék (NURBS), és a GeoVRML terén.

## Szabványosítás és használat
A Web3D Konzorcium X3D grafikai munkacsoportja (X3D Graphics Working Group) foglalkozik az X3D specifikációjának kérdéseivel valamint koordinálja a műszaki kialakítását és a jövőbeni fejlesztéseket.
Az X3D specifikációját (ISO/IEC 19775) 2004-ben engedélyezte a Nemzetközi Szabványügyi Szervezet (ISO). Az XML és a ClassicVRML kódolást az X3D-hez (ISO/IEC 19776) 2005-ben hagyták jóvá.
Az X3D támogatja a többlépcsős és multitextúrás renderelést, valamint a lightmap és normalmap shadereket és együtt tud működni olyan nyílt forráskódú szabványokkal mint az XML, a DOM és az XPATH. Az X3D 3.3-as verziója számos fejlesztést tartalmaz a 3.0-s verzióhoz képest. A X3D új verziói visszafelé a legteljesebb kompatibilitást biztosítják a X3D korábbi verzióihoz és még a VRML97-hez is.

### Példafájl
```
<?xml version="1.0" encoding="UTF-8"?>
<!DOCTYPE X3D PUBLIC "ISO//Web3D//DTD X3D 3.2//EN" "
http://www.web3d.org/specifications/x3d-3.2.dtd
">
<X3D profile="Interchange" version="3.2" xmlns:xsd="
http://www.w3.org/2001/XMLSchema-instance
" xsd:noNamespaceSchemaLocation=" 
http://www.web3d.org/specifications/x3d-3.2.xsd
 ">
<Scene>
 <Shape>
   <IndexedFaceSet coordIndex="0 1 2">
     <Coordinate point="0 0 0 1 0 0 0.5 1 0"/>
   </IndexedFaceSet>
 </Shape>
</Scene>
</X3D>
```

## Külső hivatkozások
- Hankó Péter: ISO-szabvány lett az X3D, ITcafé, 2004. augusztus 12.
- A SZTAKI-é az első 3D-s magyar honlap, ITcafé, 2013. szeptember 23.
- Nézze meg: elkészült az ország első 3D-s honlapja, HVG, 2013. szeptember 20.
- Web3D Consortium (angolul)
- X3D ajánlott szabványok, X3D Recommended Standards (angolul)
- VRML és X3D kiegészítő és böngésző detektor, VRML Plugin and Browser Detector (angolul)
- Len Bullard: Extensible 3D: XML Meets VRML, xml.com, 2003. augusztus 6. (angolul)
- Xj3D projekt Archiválva 2006. február 6-i dátummal a Wayback Machine-ben (angolul)